# Барон Кенсвуд
Барон Кенсвуд из Сент-Марилебона в графстве Лондон — наследственный титул в системе Пэрства Соединённого королевства. Он был создан 27 июня 1951 года для профессионального скрипача Эрнеста Уитфилда (1887—1963). Он также помогал людям с нарушением зрения. 
По состоянию на 2024 год носителем титула являлся его внук, 3-й барон Кенсвуд (род. 1955), который сменил своего отца в 2016 году.

## Бароны Кенсвуд (1951)
- 1951—1963: Эрнест Альберт Уитфилд, 1-й барон Кенсвуд (15 сентября 1887 — 21 апреля 1963), младший сын Джона Генри Кристофера Уитфилда (1859—1924)[1];
- 1963—2016: Джон Майкл Ховард Уитфилд, 2-й барон Кенсвуд (6 апреля 1930 — 2 июля 2016), единственный сын предыдущего[2];
- 2016 — настоящее время: Майкл Кристофер Уитфилд, 3-й барон Кенсвуд (род. 3 июля 1955), старший сын предыдущего[3];
  - Наследник титула: достопочтенный Энтони Джон Уитфилд (род. 13 мая 1957), младший брат предыдущего[4].